# Spaniel francês
O spaniel francês[Nota] (em francês:  epagneul français) é um cão bastante semelhante aos setters, raro fora de seu país de origem, a França. Conhecido por ter as mesmas habilidades do spaniel perdigueiro de Drente, é um animal meigo e elegante, típico animal de tiro que pouco trabalha e é mais visto como companhia. Com seu adestramento classificado como difícil, é silencioso e participativo em atividades de obediência leve. De pelagem alongada, adapta-se a climas mais rigorosos.